# Köterende
Köterende ist ein Ortsteil der Gemeinde Berne im niedersächsischen Landkreis Wesermarsch.

## Geografie und Verkehrsanbindung
Der Ort liegt südwestlich des Kernortes Berne. Nordwestlich fließt die Hunte, nordöstlich verlaufen die B 212 und die B 74. Durch Köterende führt die Landstraße L 866. Über die Buslinien 256 und 452 gibt es Verbindungen nach Oldenburg-Osternburg und Berne.
Südwestlich erstreckt sich das rund 377 ha große Naturschutzgebiet Holler- und Wittemoor.

## Geschichte
Im Jahr 1812 zählte Köterende 78 Einwohner.